# إغناثيو سواريز
إغناثيو سواريز (بالإسبانية: Ignacio Suárez)‏ (20 نوفمبر 1964 - ) هو لاعب كرة سلة إسباني في مركز الهجوم خلفي.